# Tadeusz Kazimierz Żabczyński
Tadeusz Kazimierz Żabczyński (ur. 30 marca 1954 w Gdańsku, zm. 22 listopada 2015 tamże) – polski opozycjonista, działacz Wolnych Związków Zawodowych, uczestnik strajku w Stoczni Gdańskiej w 1980 r.

## Życiorys
W latach 1978–1980 razem z Lechem Wałęsą i kilkoma innymi działaczami działał w grupie WZZ dzielnicy Stogi.
Zajmował się drukowaniem i rozprowadzaniem ulotek, w tym także tych o zwolnieniu Anny Walentynowicz i nawołujących do strajku, następnie drukował podczas samego strajku, a potem oficjalnie drukarz w NSZZ „Solidarność”. W czasie stanu wojennego internowany w Strzebielinku. Później nie prowadził już działalności opozycyjnej.
W 2014 r. został odznaczony Krzyżem Kawalerskim Orderu Odrodzenia Polski.